# 2022 West
West (asteroide 2022, com a designação provisória 1938 CK) é um asteroide da cintura principal, a 2,3881884 UA. Possui uma excentricidade de 0,1175036 e um período orbital de 1 626,04 dias (4,45 anos).
West tem uma velocidade orbital média de 18,10568421 km/s e uma inclinação de 5,66333º.
Este asteroide foi descoberto em 7 de Fevereiro de 1938 por Karl Reinmuth.
O seu nome é uma homenagem ao astrónomo dinamarquês Richard Martin West.